# Antonio Popic
Antonio Popic (* 12. Dezember 2006 in Wien) ist ein österreichischer Fußballspieler.

## Karriere
Popic begann seine Karriere beim Favoritner AC. Im September 2018 wechselte er zum FC Stadlau. Zur Saison 2021/22 wechselte er in die Jugend der Kapfenberger SV. Zur Saison 2022/23 rückte er in den Kader der dritten Mannschaft, ASC Rapid Kapfenberg. In den folgenden zwei Jahren kam er zu 16 Einsätzen in der sechsthöchsten Spielklasse. Zur Saison 2024/25 rückte er in den Kader der Amateure. In der Saison 2024/25 absolvierte er 19 Partien in der fünftklassigen Oberliga.
Im Juli 2025 debütierte Popic im ÖFB-Cup gegen den SV Dinamo Helfort für die Profis der Steirer. Im August 2025 folgte dann auch sein Debüt in der 2. Liga, als er am ersten Spieltag der Saison 2025/26 gegen Admira Wacker in der Startelf stand.